# Jay, Oklahoma
Jay, Oklahoma là một thành phố quận lỵ của quận Delaware tại tiểu bang Oklahoma, Hoa Kỳ. Thành phố có diện tích 8,4 km2, dân số theo điều tra dân số năm 2000 của Cục điều tra dân số Hoa Kỳ, thành phố có dân số 2482 người. 